# Ратмирский сельсовет
Ратмирский сельсовет — упразднённая административно-территориальная единица, существовавшая на территории Московской губернии и Московской области до 1954 года.
Ратмирский сельсовет был образован в первые годы советской власти. По данным 1918 года он входил в состав Мячковской волости Коломенского уезда Московской губернии.
В 1922 году к Ратмирскому с/с был присоединён Катунинский с/с.
По данным 1926 года в состав сельсовета входили село Ратмирово и деревня Катунино.
В 1929 году Ратмирский с/с был отнесён к Воскресенскому району Коломенского округа Московской области.
17 июля 1939 года к Ратмирскому с/с был присоединён Ратчинский с/с (селения Ратчино и Суханово).
14 июня 1954 года Ратмирский с/с был упразднён, а его территория объединена с Ачкасовским с/с в новый Ратчинский с/с.